# Ариоалд
Ариоалд (Arioald) е крал на лангобардите от 626 до 636 г.

## Управление
През 626 г. крал Адалоалд, католик, е обявен за умопомрачен и прогонен, след което отива във Византия и е убит. На престола застава неговият зет Ариоалд от династията на Coupa, трети херцог на Торино. Той е женен за католичката Гундеперга (* 605; † 640), дъщеря на кралица Теодолинда, сестра на Адалоалд. Ариоалд е арианец.
Ариоалд сключва съюзен договор с краля на франките Дагоберт I и тръгва с него против славяните на източната граница.
Обвинява в изневяра жена си и я затваря за 3 години в малък замък, но я пуска на свобода чрез намесата на меровинга Хлотар II.
Лангобардите заедно с франките участват в нападението над славянското царство на Само (Държава на Само).
След смъртта на Ариоалд през 636 г. за наследник е избран Ротари, херцог на Бреша.